# Aquablinde (1892)
Aquablinde – opracowany w latach 1888–1892 przez Stefana Drzewieckiego projekt półzanurzalnego okrętu torpedowego o wyporności 120 ton na powierzchni. Zaprojektowana jednostka uznawana była za półzanurzalny okręt torpedowy, zanurzający się jedynie do poziomu górnej części kadłuba. Projekt został zaprezentowany Komitetowi Technicznemu Marynarki rosyjskiej w 1892 roku, nie został jednak przez nią zaakceptowany.
W celu zapewnienia wyporu, górna część kadłuba mieściła warstwę korka. Projekt uwzględniał warstwę ochronną zapewnianą przez wodę dostającą się do kadłuba przez ujęcia w górnej części kadłuba, stąd nazwa okrętu aquablinde.